# Delfinario

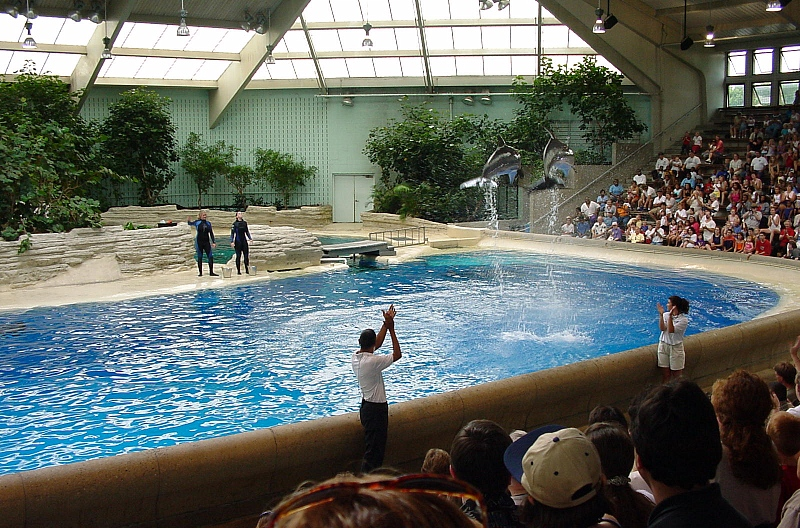
Delfinario Brookfield Zoo, Chicago, USA

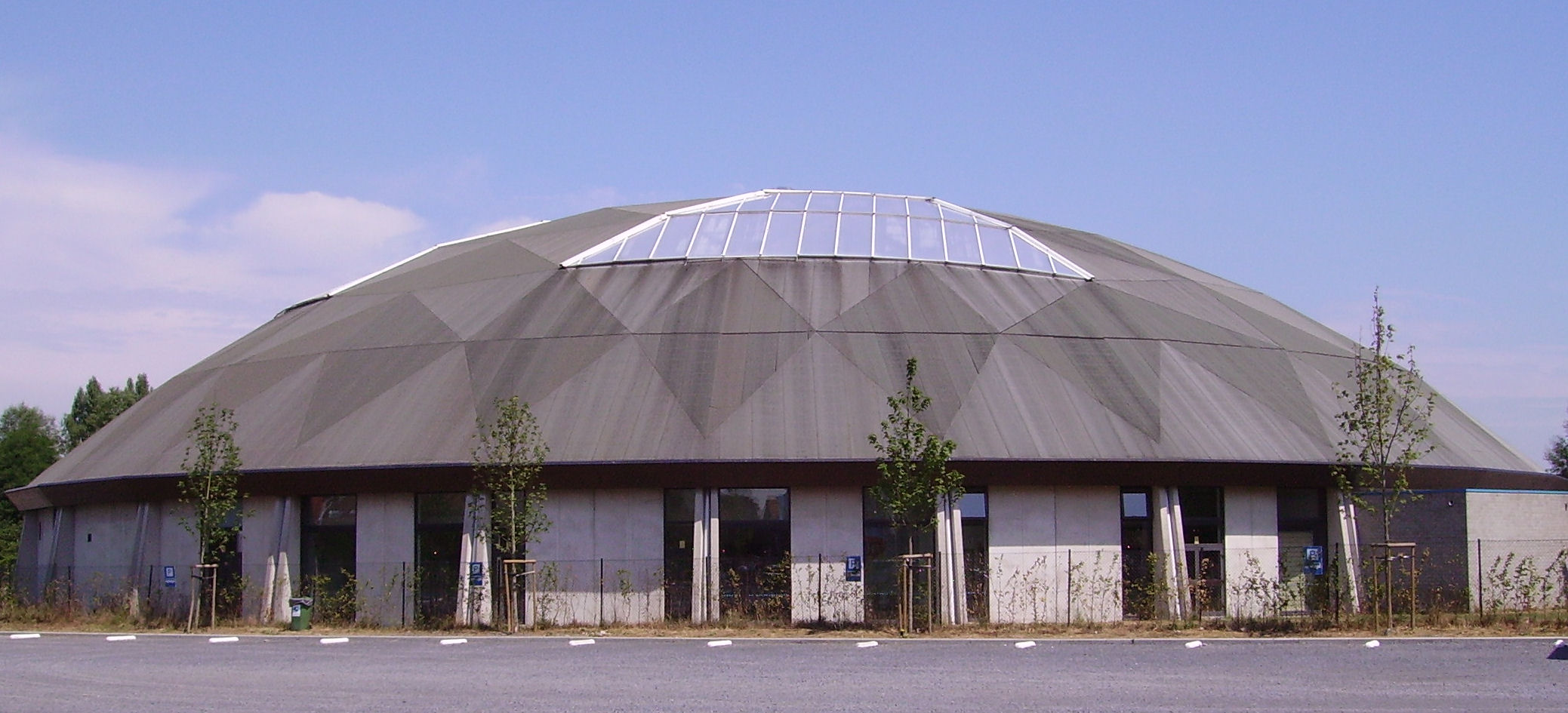
Delfinario Boudewijn Seapark, Bruges, Belgio

Un delfinario è un acquario per delfini. Questi sono generalmente mantenuti in grandi vasche, sebbene in alcuni casi essi vengano tenuti in recinti in mare aperto. Alcuni delfinari consistono di grandi piscine per l'intrattenimento del pubblico, altri sono stati trasformati in veri e propri parchi acquatici, in cui sono tenuti altri mammiferi marini e in cui sono presenti altre attrazioni. Un delfinario può anche essere parte di uno zoo.

## Struttura
Un tipico delfinario per l'intrattenimento umano consiste di una grande vasca semicircolare, attorno alla quale si trovano gli spalti per gli spettatori e che talvolta presenta le pareti di vetro trasparente per osservare cosa succede sott'acqua. È presente anche una piattaforma da cui gli addestratori impartiscono gli ordini agli animali e presentano lo spettacolo.
L'acqua nella piscina è costantemente filtrata per mantenerla pulita, e temperatura e composizione devono essere controllate per mantenere le condizioni che i delfini troverebbero in natura.
Per dare un'indicazione sulle dimensioni della vasca, la European Association for Aquatic Mammals raccomanda che una piscina per cinque delfini debba avere una superficie di 275 m² più altri 75 m² per ogni ulteriore animale, con una profondità di 3,5 m ed un volume d'acqua di almeno 1000 m³ con altri 200 m³ per ogni ulteriore animale. Se almeno due di queste condizioni sono raggiunte e la terza non scende sotto gli standard del 10%, la EAAM considera la dimensione della vasca accettabile.

## Specie ospitate
Varie specie di delfini sono mantenute in cattività. Vengono allevate anche alcune focene, Pseudorche, in rari casi Globicefali e beluga.
Le specie più comuni nei delfinari sono senza dubbio i tursiopi: sono relativamente facili da addestrare, vivono a lungo in cattività ed hanno un aspetto amichevole. Centinaia se non migliaia di tursiopi vivono in cattività in tutto il mondo, sebbene sia difficile stimare un numero preciso. Anche le orche vengono utilizzate per gli spettacoli, soprattutto negli Stati Uniti, ma il loro numero è molto basso, specie se paragonato a quello dei tursiopi. Nel 2007 sono conosciute 48 orche in cattività..

## Cattura e commercio
Oggi in quasi tutti i paesi occidentali, la cattura dei delfini è vietata e possono essere mantenuti nei delfinari solo animali nati in cattività. Per avere un tasso di nascita sufficiente e prevenire gli incroci, viene utilizzata l'inseminazione artificiale.
Ad ogni modo, delfini vivi vengono ancora commercializzati. Il costo di un delfino è stimato da qualche migliaio a molte centinaia di migliaia di dollari, in base all'età e alle condizioni dell'animale. Il commercio dei delfini è regolato dal CITES.

## Critiche

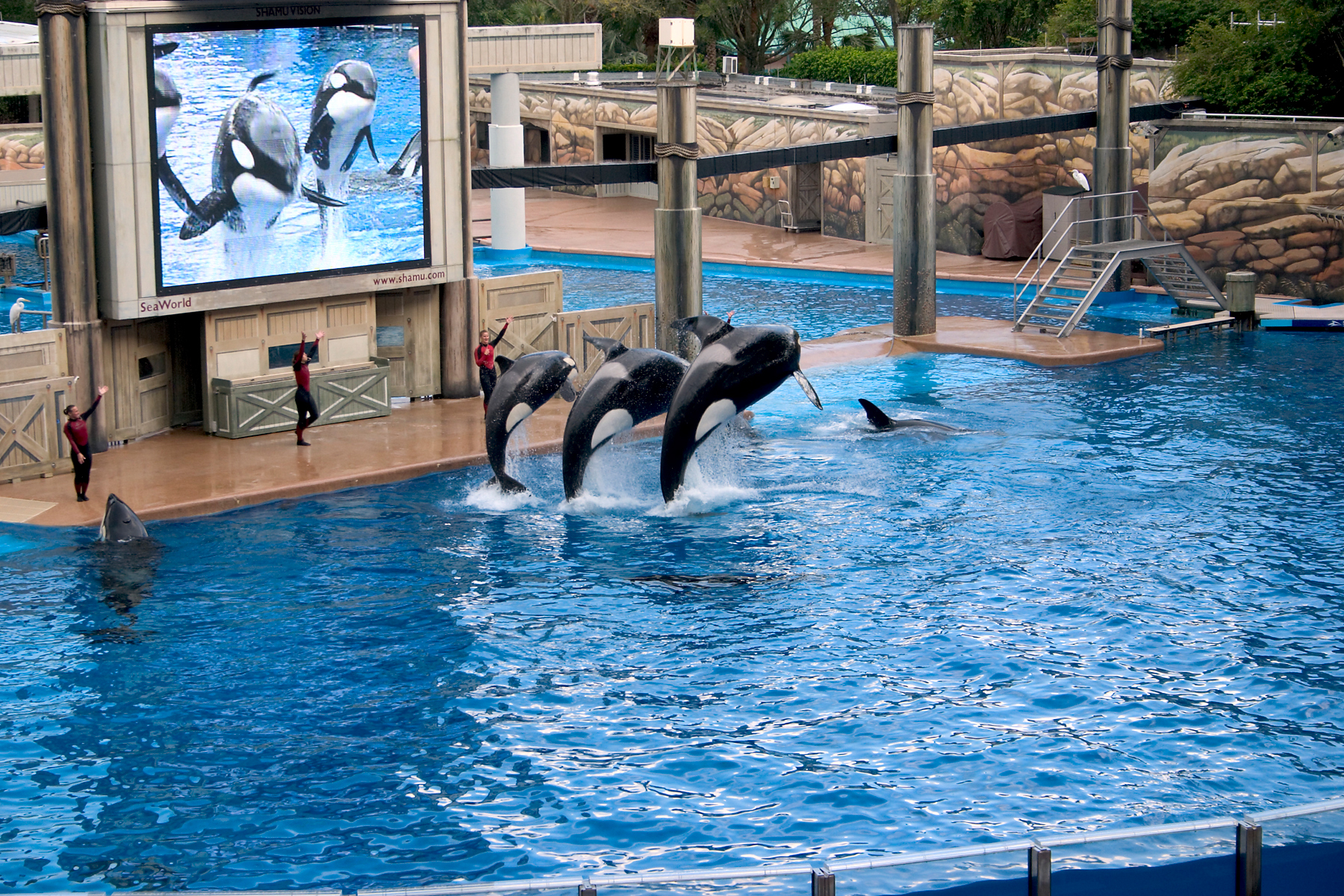
Show di orche nello stadio Shamu nello SeaWorld a Orlando (Florida)

Molte associazioni animaliste e ambientaliste considerano la detenzione dei delfini nei delfinari come un maltrattamento degli animali. Le ragioni principali sono la mancanza di un'adeguata libertà di movimento nelle piscine a causa delle piccole dimensioni di queste e la mancanza di adeguate stimolazioni degli animali. I delfini in cattività dimostrano spesso dei comportamenti ripetitivi e talvolta diventano aggressivi nei confronti di altri animali o delle persone, e ciò può portare al ferimento sia degli animali sia delle persone. In alcuni casi il comportamento dei delfini in cattività porta alla loro morte.
Anche la speranza di vita dei delfini in cattività è stato oggetto di dibattito e ricerche hanno mostrato come le orche mostrino un tasso di sopravvivenza in cattività molto più basso rispetto alla vita in natura, mentre nei tursiopi non sono state riscontrate differenze significative.
In natura un delfino vive intorno ai 45 anni, mentre la metà dei delfini catturati in mare muoiono entro due anni e la restante parte non sopravvive oltre i cinque a causa di varie malattie strettamente correlate con la vita in vasca..
In risposta alle critiche, i delfinari spesso puntano l'attenzione sul fatto che viene fatto ogni sforzo per assicurare il benessere degli animali. Molti delfinari sono anche coinvolti in progetti di ricerca, danno aiuto in caso di spiaggiamenti, forniscono soccorso ad animali malati o feriti in natura e prevedono dei programmi educativi. In molti delfinari viene praticata la pet therapy, che porta dei benefici a persone, soprattutto bambini, con problemi neurologici o psicologici, come autismo, depressione, sindrome di Down e problemi nello sviluppo.

## Elenco dei delfinari in Italia
- Acquario di Genova
- Parco di Oltremare (Riccione) in cui sono confluiti i delfinari di Riccione (1972-2003) e Cattolica (chiuso anch'esso nel 2003)
- Parco di Zoomarine (Torvaianica-Pomezia, Roma)
- Delphinarium di Fasano, tuttora aperto, vi si svolgono attualmente spettacoli di leoni marini e foche e non più di delfini
- Delfinario di Rimini (1968-2013, riaperto con i leoni marini fino al 2017, anno della chiusura definitiva)
- Palablù di Gardaland (Attualmente chiuso)

## Elenco delle strutture nel mondo con orche in cattività
Europa:
- Marineland Antibes, Francia
- Loro Parque,Puerto de La Cruz (Tenerife), Spagna

Resto del mondo:
- SeaWorld California, Stati Uniti
- SeaWorld Florida, Stati Uniti
- SeaWorld Texas, Stati Uniti
- Miami Seaquarium
- Marineland Ontario
- Kamogawa SeaWorld, Giappone
- Taiji Whaling Museum, Giappone
- Izu-Mito Sea Paradise, Giappone
- Port of Nagoya Public Aquarium, Giappone
- Acuario Mundo Marino, Buenos Aires